# Luis Raúl Jiménez Barrera
Luis Raúl Jiménez Barrera (Santiago, Chile, 30 de enero de 1987) es un exfutbolista chileno que jugaba de volante.

## Clubes
| Club               | País  | Año       |
| ------------------ | ----- | --------- |
| Deportes Melipilla | Chile | 2008-2010 |
| Unión La Calera    | Chile | 2011      |
| Cobresal           | Chile | 2012      |
| Lota Schwager      | Chile | 2013      |

- Datos: Q932086